# Abd al-Rahman II
Pour les articles homonymes, voir Abderrahmane.
Pour des articles plus généraux, voir Al-Andalus et Histoire d'al-Andalus.
Abd ar-Rahman II de son nom complet Abû al-Mutarraf `Abd ar-Rahman ben al-Hakam (arabe : أبو المطرف عبد الرحمن بن الحكم), est né en octobre 792 à Tolède. Il succède à son père Al-Hakam Ier comme quatrième émir omeyyade de Cordoue en 822. Il meurt le 22 septembre 852 à Cordoue. Il est l'arrière-petit-fils d'Abd al-Rahman Ier. Son règne est marqué par un essor culturel mais également par l'apparition de tensions internes et externes au sein du territoire de l'émirat de Cordoue.

## Biographie

### Accession au pouvoir et réformes initiales

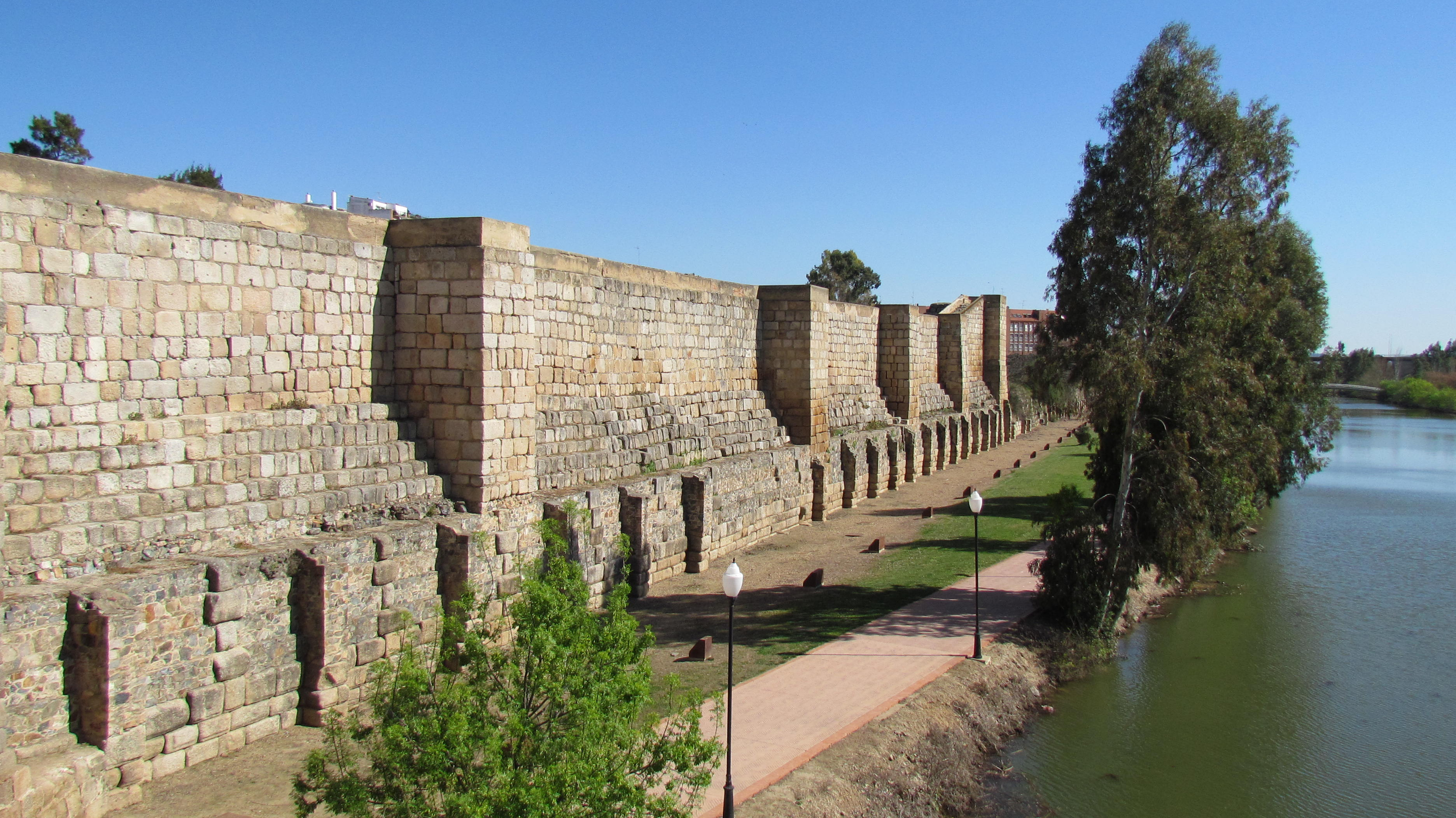
Alcazaba de Mérida, construite par Abd al-Rahman II.

Abd al-Rahman II accède au trône omeyyade de Cordoue en 822, à l’âge de trente ans. Il hérite d’un État pacifié par son père, Al-Hakam Ier, mais s’efforce dès les premiers jours de son règne de se démarquer de l’autoritarisme paternel. Il engage une purge au sein de la garde royale, ciblant notamment ses éléments les plus impopulaires, composés de mercenaires slaves (saqaliba), et lutte contre la corruption parmi les fonctionnaires. Il ordonne également la démolition du marché aux vins de Cordoue, affirmant sa volonté de recentrer l’émirat sur des principes plus conformes à l’éthique islamique.
Son règne est placé sous le signe de la paix, de la justice et de la réaffirmation religieuse. Il fait inscrire sur son sceau : « Le serviteur du Miséricordieux accueille avec satisfaction les décrets de son Maître », profession de foi rapportée par Ibn Qutiyah et Al-Maqari dans Nafh al-Tib. Dans cette perspective, il mène une politique d’adoucissement fiscal et initie un vaste programme de construction religieuse : de nombreuses mosquées sont édifiées dans les principales villes de l’émirat, comme Séville, Jaén, ou encore Cordoue, dont la grande mosquée est considérablement embellie.
Le règne d’Abd al-Rahman II, qui dure plus de trois décennies, est caractérisé par une grande stabilité. Les troubles internes restent rares, à l’exception d’un épisode d’instabilité dans la région de Tudmir, récemment ouverte au peuplement musulman, où s’opposent des clans tribaux d’origine yéménite et qaysite. L’émir y fonde la ville de Murcie, dotée d’une garnison importante, qui deviendra rapidement un centre urbain prospère. Pour renforcer le contrôle sur les provinces, il fait également construire des citadelles dans des villes réputées turbulentes, telles que Tolède et Mérida.

### Développement culturel et mécénat
Mécène et protecteur des arts et des lettres, Abd al-Rahman II est considéré comme l’un des souverains musulmans les plus cultivés de son temps. Sa cour, où brille notamment le poète et luthiste Ziryab, attire de nombreux savants et artistes venus d’Orient, et devient l’une des plus prestigieuses d’Europe. Bien qu’en rivalité politique avec le califat abbasside de Bagdad, il y envoie un émissaire chargé d’acheter ou de copier des ouvrages scientifiques traduits du grec ou du persan. Il accorde également des pensions aux astronomes et médecins, et manifeste un grand intérêt pour les livres rares, devenus l’un des biens les plus recherchés en al-Andalus.

### Relations avec les chrétiens
Parallèlement, son règne est marqué par une politique religieuse de plus en plus stricte à l’égard des populations chrétiennes autochtones. Il impose notamment l’apostasie des enfants chrétiens issus de mariages mixtes, ce qui entraîne des conversions, volontaires ou forcées, à l’islam, suscitant la réprobation de l’Église catholique, qui interdisait ces unions. Cette politique aboutit à des tensions croissantes avec les communautés chrétiennes et débouche sur des persécutions, illustrées par l’exécution des martyrs de Cordoue, tels qu’Élodie et Nunilone ou encore l’évêque Euloge. Les autorités musulmanes reprochent alors à certains chrétiens de troubler l’ordre public, d’interrompre les prières dans les mosquées ou d’agresser des religieux musulmans, ce qui entraîne une répression sévère par Abd al-Rahman II et, plus tard, par son fils et successeur.

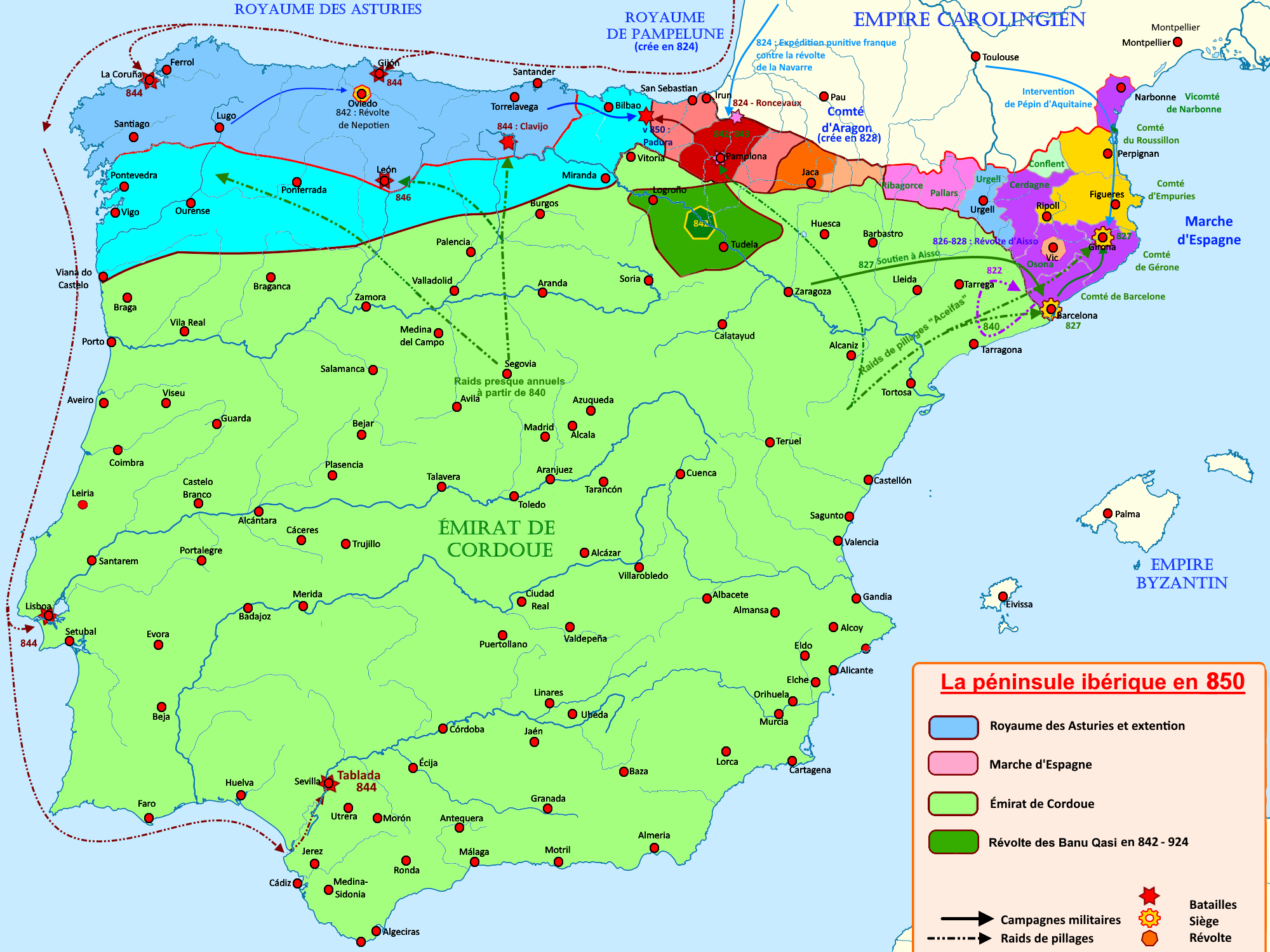
L'Émirat de Cordoue de 814 à 850

### Raids des Vikings

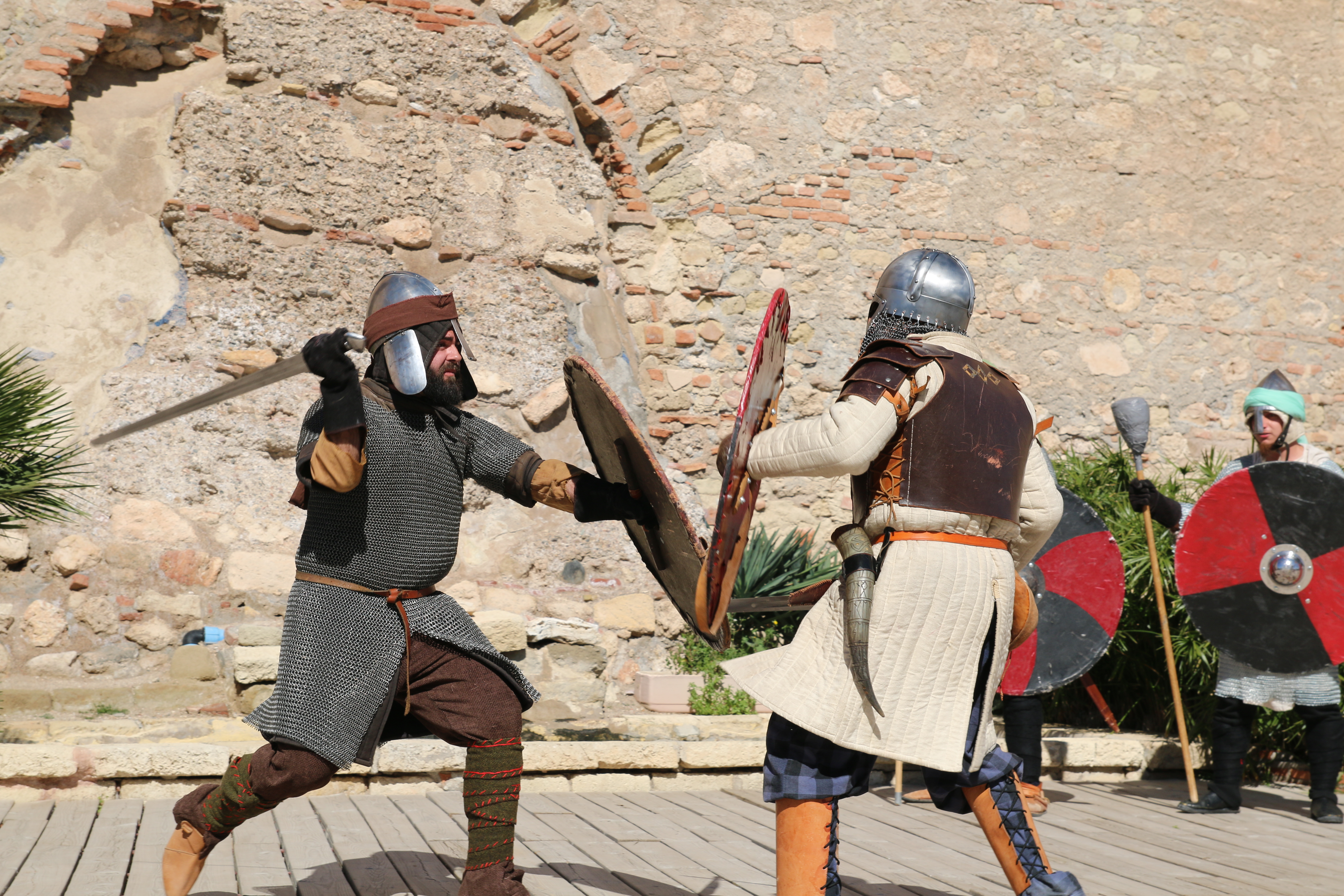
Reconstitution d'un combat entre les chefs de troupes d'Al-Andalus et vikings. Almeria, 2017.

L'essor de la civilisation andalouse n'empêche pas l'émir de réorganiser l'armée et de prendre les mesures nécessaires pour faire face aux incursions vikings. Une de leurs flottes attaque Lisbonne et prend, pille et incendie Séville pendant sept jours : l'armée arabe réagit promptement et écrase les Vikings le 11 novembre 844 au sud de la ville. Pour parer aux futurs raids, il ordonne la construction de tours de guet, de forteresses et d'une flotte de guerre. Un nouveau raid viking est tenté en 859 : ils essayent de débarquer en Galice, mais ils sont repoussés, ils longent les côtes jusqu'au Guadalquivir, où ils se heurtent à une autre armée, franchissent le détroit de Gibraltar pour rejoindre Murcie, où la flotte musulmane coule quarante navires vikings. Prévenu dès les premiers jours de leur arrivée, Abd al-Rahman II, conscient de la menace que représentait cette armada scandinave, mobilise rapidement ses troupes et convoque ses vassaux à travers toute la péninsule ibérique. Les Banu Qasi, puissants seigneurs muladis du nord, répondent à l’appel aux armes et descendent en nombre des contreforts pyrénéens pour participer à la défense de l’émirat.
Les forces omeyyades, dirigées notamment par le hajjib Issa ibn Shuhayd et plusieurs des meilleurs généraux d’al-Andalus, engagent les Vikings dans une série d’escarmouches. Les volontaires muladis du nord se distinguent particulièrement dans ces combats par leurs embuscades efficaces. L’affrontement décisif tourne à l’avantage des musulmans : environ un millier de Vikings sont tués, tandis que 400 autres sont faits prisonniers et exécutés — crucifiés ou pendus aux palmiers bordant le Guadalquivir. Plusieurs dizaines de leurs navires (drakkars) sont détruits, notamment à l’aide de projectiles incendiaires.
Face à la rapidité et à l’efficacité de la contre-offensive omeyyade, les survivants, désorganisés et privés de commandement, battent en retraite. Ils rejoignent leurs compagnons à Cadix, échouent à débarquer au Gharb (sud-ouest de la péninsule) et finissent par fuir en direction de l’Aquitaine, sans avoir obtenu de gains significatifs. Cet échec les dissuade de revenir avant une quinzaine d’années.
Selon certaines sources andalouses, quelques Vikings capturés ou restés sur place se seraient convertis à l’islam. Installés dans la vallée du Guadalquivir, ils auraient mené par la suite une existence paisible, notamment dans l’agriculture, et se seraient fait connaître pour leur production de fromages appréciés des Sévillans.
Cet épisode met en lumière la capacité de réaction rapide et coordonnée du pouvoir omeyyade face à une menace inattendue. Contrairement aux royaumes chrétiens d’Europe du Nord, souvent désorganisés face aux raids vikings, l’émirat de Cordoue parvient non seulement à repousser l’envahisseur, mais aussi à renforcer son autorité. Cette victoire renforce le prestige d’Abd al-Rahman II, déjà auréolé de son succès militaire antérieur contre les troupes de Louis le Pieux. Il est célébré par ses contemporains comme père de la victoire.
Cependant, cette incursion révèle également la vulnérabilité du territoire andalou face aux attaques maritimes, notamment sur les côtes atlantiques, peu défendues jusqu’alors. En réponse, Abd al-Rahman II entreprend un vaste programme de renforcement des défenses côtières. Un arsenal naval - le Dār al-Ṣināʿa - est établi à Séville, reconstruit et fortifié. Une flotte de guerre est constituée, des marins recrutés, et des garnisons sont installées dans les ports stratégiques. Des tours de guet, des remparts et des postes de surveillance sont érigés le long des côtes, notamment à l’embouchure du Guadalquivir. Des catapultes et des siphons à feu grégeois y sont également déployés. Un réseau d’alerte composé de guetteurs et de messagers est mis en place pour permettre une réaction rapide en cas de nouvelles incursions. Ces mesures marquent les débuts d’une véritable défense maritime organisée pour Al-Andalus. Un siècle plus tard, l'échec d'un autre raid montre encore l'efficacité des dispositions prises par Abd el-Rahman.

### Conflits avec les royaumes chrétiens du Nord
Durant le règne d’Abd al-Rahman II, la guerre frontalière avec les royaumes chrétiens du nord de la péninsule ibérique reste constante. Dès l’année de son avènement en 822, il mène personnellement une expédition de grande envergure contre la Galice, qui lui vaut le titre honorifique de Victorieux. L’année suivante, ses généraux contraignent les Asturiens à libérer tous les captifs musulmans et à verser un important tribut à l’émirat.
En 840, l’un de ses principaux vassaux, le chef muladi Musa ibn Musa, lance un raid audacieux au-delà des Pyrénées et inflige une sévère défaite aux Francs en Cerdagne. Trois ans plus tard, le fils de l’émir, Muhammad, s’empare de Pampelune, capitale des Basques, et soumet leur souverain, García.
Ces expéditions militaires ne visent pas à annexer durablement les territoires chrétiens, mais plutôt à répondre à des incursions, à dissuader les agressions futures, à affirmer la puissance du pouvoir central et à renforcer la cohésion interne d’al-Andalus. Elles permettent également d’offrir aux troupes une expérience militaire régulière.
Dans les régions frontalières, notamment les marches du nord, Abd al-Rahman II établit un équilibre tacite avec les seigneurs muladis, leur reconnaissant une large autonomie politique et militaire, en échange de leur fidélité. Ces élites locales, essentielles à la défense des terres d’islam, bénéficient d’une immunité fiscale en retour de leur engagement à protéger les frontières et à participer aux campagnes militaires organisées par Cordoue.
Cette organisation permet une réponse rapide et efficace aux raids chrétiens, sans attendre l’intervention directe de l’émir. Les chefs locaux sont encouragés à agir de manière autonome pour contenir les attaques et stabiliser la région.
L’un des principaux adversaires d’Abd al-Rahman II dans cette lutte est le roi des Asturies, Alphonse II, qui règne de 791 à 842. Ce souverain, considéré comme un habile bâtisseur d’État, renforce considérablement la position du royaume asturien comme entité politique chrétienne majeure de la péninsule. Il est perçu par l’émir de Cordoue comme un ennemi personnel, et les confrontations entre leurs deux pouvoirs sont nombreuses au cours des deux premières décennies du règne d’Abd al-Rahman II.

### Réformes militaires et évolution de l’armée
Sous le règne d’Abd al-Rahman II, l’émirat de Cordoue poursuit la structuration de son appareil militaire, amorcée par son grand-père Abd al-Rahman Ier et consolidée par son père Al-Hakam Ier. C’est à cette époque que se développe significativement une armée régulière professionnelle au service exclusif du pouvoir omeyyade, destinée à compléter les forces traditionnelles issues des junds du Cham (jund al-Shām), qui constituent encore l’essentiel des effectifs militaires d’al-Andalus.
Autrefois considérés comme turbulents et potentiellement menaçants pour le pouvoir central, ces junds sont désormais étroitement intégrés au système émiral. Ils partagent leur temps entre l’administration de leurs domaines agricoles, devenus prospères, et la participation aux campagnes saisonnières menées dans le nord de la péninsule. Certains d’entre eux, enrichis et installés dans le confort de la vie foncière, préfèrent même s’exempter du service militaire moyennant le paiement d’un impôt spécifique, ce qui procure à l’État des revenus supplémentaires.
Ces ressources financières permettent à Abd al-Rahman II de développer une nouvelle composante de l’armée : un corps de troupes serviles, constitué principalement d’esclaves d’origine slave (Saqāliba), achetés sur les marchés spécialisés, notamment auprès de marchands scandinaves. Ces esclaves, souvent capturés lors des raids vikings en Europe orientale et au-delà de la mer Baltique, sont formés comme cavaliers ou fantassins d’élite. Leur loyauté étant exclusivement dirigée vers l’émir, ils sont principalement employés pour la répression des révoltes internes ou dans les conflits contre les dissidents.
Toutefois, à ce stade, les troupes andalouses natives continuent de former la majorité des forces armées omeyyades, notamment lors des campagnes contre les royaumes chrétiens du nord.

### Fin de règne
La fin de son règne est troublée par les intrigues à propos de sa succession. Il a quarante-cinq fils, et les deux factions principales soutiennent respectivement Muhammad, le fils aîné, et Abd-Allah, le fils de la favorite, Tarub. Les conflits vont jusqu'à une tentative d'empoisonnement de l'émir. Selon le chroniqueur andalou Ibn Qutiyya, la mort nocturne d’Abd al-Rahman II fut initialement tenue secrète par les serviteurs du palais de Cordoue. Ceux-ci auraient envisagé de placer sur le trône le prince Abd Allah, apprécié pour sa générosité à leur égard, mais connu pour sa vie dissolue et son manque de ferveur religieuse. Un eunuque réputé pour sa piété et ayant accompli le pèlerinage à La Mecque serait alors intervenu, exhortant les courtisans à convoquer en secret le frère d’Abd Allah, le prince Muhammad, et à lui prêter serment d’allégeance avant de l’annoncer publiquement le lendemain. Selon ce récit, l’objectif était d’éviter la colère populaire qu’aurait suscitée l’accession au trône d’un souverain jugé hérétique.
Cette anecdote illustre à la fois l’importance accordée par la société andalouse à la piété du souverain et l’influence croissante des courtisans de Cordoue dans les affaires de succession.